# Helena Ronee
 (février 2024).
Si vous disposez d'ouvrages ou d'articles de référence ou si vous connaissez des sites web de qualité traitant du thème abordé ici, merci de compléter l'article en donnant les références utiles à sa vérifiabilité et en les liant à la section « Notes et références ».
Helena Ronee ou parfois Helena Ronée-Rusk est une actrice italo-américaine active pendant la période de 1969 à 1981.

## Biographie
Helena Ronee, actrice et écrivaine, naît en Pologne le 16 octobre 1948. Elle aura mené une vie par des voyages et des expériences diverses qui ont forgé sa carrière cinématographique.
En 1957, à la suite de l'ouverture temporaire du rideau de fer communiste, elle émigre avec sa famille en Amérique.
Dotée d'une vie mouvementée, Helena apprend plusieurs langues, dont le polonais, l'allemand, l'anglais, l'italien et le français. Ses études à New York incluent des cours d'art dramatique avec Stella Adler, qui avait créé ses propres cours le "Stella Adler théâtre studio" au sein du groupe théâtral de Lee Strasberg.
En 1968, après des voyages en Europe, Helena décide de visiter Rome. À Rome, elle rencontre Jacques, un agent de l'Agence William Morris. Il lui propose un "casting et l'inscrit pour de futurs projets.
Lors de son passage à Londres sur le retour pour les États-Unis, des amis acteurs l'informent d'un casting pour le nouveau film de James Bond "Au service secret de Sa Majesté".
Helena saisit l'opportunité, fait un "casting" à Pinewood Studios et est engagée sur place par le producteur Harry Saltzman.
Le tournage du film Au service secret de Sa Majesté (film) débute à Mürren, en Suisse, sur le Schilthorn, et se termine une semaine avant Noël 1968. Helena suggère à sa maman de passer les fêtes en Suisse.
Délaissant le retour en Amérique, Helena s'installe à Rome.
Elle tourne plusieurs films, dont "Il Divorzio"  en 1970 avec Vittorio Gassman et participe à des productions pour la RAI télé.
Elle aura un rôle dans « Pensando a te », une comédie Musicale avec le chanteur Albano et Romina Powers.
Elle joue dans « L’isle Epouvante », un thriller avec La Princesse Ira Von Fürstenberg, Edwige Fenech, dans une direction de Mario Bava, le Alfred Hitchcock Italien.
En 1980, elle décrochera un rôle dans "La Terrasse" d'Ettore Scola, aux côtés de Marcello Mastroianni, Serge Reggiani, Jean Louis Trintignant, Vittorio Gassman, Carla Gravina, et d'autres acteurs renommés. Ce film aura le second prix d interprétation féminine à Cannes
En 1980, Helena Ronee-Rusk a publié "Un Éclair de Liberté"  qui relate l'histoire de deux femmes, mère et fille, confrontées aux bouleversements de l'ère communiste en Pologne après la guerre. La mère, sauvée par un acte héroïque dans sa jeunesse, voit sa fille vivre la douleur de la perte de son premier amour en Israël vingt ans plus tard.

## Filmographie partielle
- 1969 : 
  - Au service secret de Sa Majesté (titre original : On Her Majesty's Secret Service) de Peter R. Hunt - l'ange israélien
  - Barbagia  ou La società del malessere de Carlo Lizzani.
  - Toh, è morta la nonna! de Mario Monicelli
  - Pensando a te de Aldo Grimaldi.
- 1970 : 
  - L'Île de l'épouvante (titre original : 5 bambole per la luna d'agosto) de Mario Bava.
  - Les Derniers Aventuriers (The Adventurers) de Lewis Gilbert,
  - Il divorzio de Romolo Guerrieri.
- 1980 : 
  - La Terrasse (titre original :La terrazza) de Ettore Scola.
  - Petit déjeuner compris (TV Mini-Séries) , réalisation de Michel Berny.
  - Crema cioccolato e pa...prika de Michele Massimo Tarantini
- 1981 : Signé Furax de Marc Simenon